# Oliver Unsöld
Oliver Unsöld (* 21. Oktober 1973 in Ulm) ist ein ehemaliger deutscher Fußballspieler und -trainer.

## Karriere

### Spieler
Unsöld entstammt der Jugend des SSV Ulm 1846. Jedoch konnte er sich nicht auf Anhieb für die erste Mannschaft empfehlen und ging als junger Spieler zum damaligen Bayernligisten FC Gundelfingen. Über die SpVgg Au/Iller kehrte er jedoch 1996 zum SSV Ulm 1846 zurück.
Mit der Mannschaft gelang 1998 der Aufstieg in die 2. Bundesliga. Mit 32 Punktspielen, in denen ihm vier Tore gelangen, war er eine Stütze der Mannschaft, die überraschend den Durchmarsch in die Bundesliga schaffte. Am 2. August 1998 (1. Spieltag) gelang ihm beim 2:0-Sieg im Heimspiel gegen die SG Wattenscheid 09 mit dem 1:0-Führungstreffer in der 49. Minute das erste Profitor des Vereins seit dem 24. Mai 1989. Auch in der Bundesligasaison 1999/2000 zählte er zu den Stammspielern; 33 Saisonspiele und ein Tor bei der 1:4-Niederlage im Auswärtsspiel gegen den TSV 1860 München standen am Saisonende zu Buche. Nach dem Abstieg blieb er den „Spatzen“ treu und bestritt 32 Punktspiele in der Zweitligasaison, in denen ihm vier Tore gelangen.
Nachdem sein Verein sich zur Saison 2001/02 in der Verbandsliga Württemberg wiederfand, verließ er diesen. Innerhalb von vier Jahren spielte er jeweils eine Saison lang für vier verschiedene Vereine. Jeweils 22 Mal spielte er für die SpVgg Greuther Fürth und den Zweitligakonkurrenten SSV Reutlingen 05. Nach dem Abstieg seines letzten Vereins und die Verweigerung der Lizenz für die Regionalliga Süd fand sich dieser in der Oberliga Baden-Württemberg wieder. Erneut wechselte Unsöld den Verein und spielte in der Saison 2003/04 für die Sportfreunde Siegen dennoch in der Regionalliga Süd.
Seine Spielerkarriere ließ er in der Folgesaison bei Olympia Laupheim in die Verbandsliga Württemberg ausklingen. Zeitweilig war er dort Mannschaftskapitän und gehörte zu der Mannschaft, die den FC Bayern München in einem Freundschaftsspiel anlässlich des hundertjährigen Jubiläums des Laupheimer Vereins überraschend mit 2:0 besiegte.

### Trainer
Ab 2006 war er neben seiner Spielertätigkeit als Assistenztrainer für den Verein tätig. Im Dezember 2007 übernahm er als hauptverantwortlicher Spielertrainer die erste Mannschaft der Laupheimer, die er zwei Spielzeiten in der Verbandsliga Württemberg betreute. Im Sommer 2010 kehrte er ein weiteres Mal zum SSV Ulm 1846 zurück, bei dem er als Trainer der zweiten Mannschaft eingestellt wurde. Nach dem Engagement war er zwei Jahre Trainer in der Kreisliga B beim SV Oberelchingen. Zu Beginn der Saison 2013/2014 betreute er die U19 des SSV Ulm 1846 in der Oberliga Baden-Württemberg. Nachdem die erste Mannschaft zu Beginn der Spielzeit 2013/14 in der Regionalliga in den Abstiegskampf geraten war, rückte er nach dem Rücktritt von Paul Sauter Ende Oktober als Interimstrainer nach und war gemeinsam mit Herbert Zanker bis zur Insolvenz des Klubs im April 2014 Chefcoach der Regionalligamannschaft. In der Saison 2014/15 war er für die in Junioren-Bundesliga spielende B-Jugend-Mannschaft des Klubs verantwortlich. Im Jahr 2017 trainierte er kurzfristig den FC Burlafingen, bevor er vier Jahre lang, von 2018 bis 2022, die Mannschaft des SC Ichendorf trainierte. 
Später kehrte Unsöld zum SSV Ulm 1846 zurück, wo er in der Nachwuchsarbeit aktiv war. Nachdem im Januar 2024 Robert Lechleiter interimistisch die Leitung des Nachwuchsleistungszentrums der „Spatzen“ übernommen hatte, war er dessen Stellvertreter. Als Lechleiter im Sommer als Cheftrainer die U-19-Mannschaft des Klubs übernahm, rückte Unsöld an der Spitze des NLZ nach.

## Erfolge
- WFV-Pokal-Sieger: 1997 (mit dem SSV Ulm 1846)